# Vegavisión
Vegavisión, rebautizada como Cantabria 7 Televisión, fue una de las dos televisiones regionales privadas en la comunidad autónoma de Cantabria. Los estudios centrales se sitúan en Torrelavega comenzó sus emisiones en el año 1999. Cerró sus puertas en 2004, tras unas pérdidas progresivas. El canal pertenecía a la empresa Vegavisión de Besaya, S. A. Gran parte de su programación fue producción propia, aunque también se emitían programas grabados.
En marzo de 2019 gana en los premios nacionales de radio television la estatuilla a la mejor televisión regional 2019 y el programa Pinceladas dos estatuillas más como mejor programa cultural y otra por mejor programa social. En diciembre de 2015 marca la mayor cota de audiencia registrada por una cadena de televisión en Cantabria, alcanzando una media de 93 465 espectadores de media durante un periodo de 30 días. En la actualidad la emisora de televisión produce 4 programas que se emiten en 31 cadenas de televisión repartidas por todo el territorio español, destacando los programas más característicos de la misma, Pinceladas y La Pantalla Indiscreta.
Tras pasar a convertirse en Tú Televisión y posteriormente en TCB Televisión, la emisora pasó a manos de Popular TV, quien continuó las emisiones con informativos grabados y programas de entretenimiento desde los estudios de Torrelavega hasta que en diciembre de 2014 se recupera su nombre original con una nueva programación así como con formatos que se emitían en Popular TV. De hecho, se convierte en la primera televisión cántabra que retransmite las campanadas desde un reloj y lugar cántabro, el del Ayuntamiento de Torrelavega para dar la bienvenida a 2015 a toda la región. 
Desde 2016 Popular TV Cantabria emite a nivel autonómico, y todas las frecuencias en TDT local de Cantabria que tenían en ese momento Vegavisión y Popular TV pasan a emitir Cantabria 7 Televisión.
En 2016 las televisiones públicas de Castilla y León, Baleares y Canarias, comienzan a emitir en su parrilla los formatos originales de Pinceladas y Esta Noche Vamos a Bailar, creaciones de la televisión de Torrelavega y que produce Ociobesaya S.L., filial de la cadena y empresa encargada de la producción y creación de formatos de televisión. El programa Pinceladas es en 2016 candidato a la categoría de "mejor programa de entretenimiento regional" en los premios "iris" que otorga la academia de la televisión en España.

## En la actualidad
A través de las frecuencias locales de TDT de Vegavision, Tú Televisión, Aquí TV, Cantabria TV y TCB televisión emite el canal de televisión Cantabria 7 Televisión en la actualidad.
A través de las frecuencias de Aquí FM en FM y TDT emite en la actualidad COPE Cantabria.

## Programación Cantabria 7 Televisión en la actualidad
- Lunes a Viernes
  - Todos los días a las 6:00 a 7:05 repetición del día inmediatamente anterior emitido de 20:00 a 20:30 Telediario autonómico de Cantabria y 20:30 a 21:05 Trece noticias noche. Repaso de las noticias más destacadas de la jornada.
  - 10:55 a 11:00 Palabra de vida. Programa en el que el padre Jesús Higueras de la parroquia de Ntra. Sra. de Caná de Pozuelo de Alarcón realiza el comentario del Evangelio. Posteriormente, el padre cuelga en la web de la cadena las oraciones de toda la semana para sus fieles.
  - 11:00 a 11:35 Santa Misa. Retransmisión de la Santa Misa.
  - 14:00 a 14:30 Telediario autonómico de Cantabria
  - 14:30 a 14:55 Trece Noticias mediodía. Repaso de las noticias más destacadas de la jornada.
  - 14:55 a 15:00 El Tiempo en Trece. Informativo con la previsión meteorológica del país presentado por Marta de Pedro.
  - 15:00 a 15:45 Grandes documentales de todo tipo.
  - 15:50 a 19:00 Ni que fuéramos Shhh. María Patiño, Belén Esteban, Chelo García-Cortés, Kiko Hernández, Kiko Matamoros, Lydia Lozano y Víctor Sandoval comentan la actualidad del mundo del corazón, de la televisión y de los rostros populares del país.
  - 19:00 a 20:00 Ni que fuéramos Shhh: la Happy Hour. María Patiño, Belén Esteban, Chelo García-Cortés, Kiko Hernández, Kiko Matamoros, Lydia Lozano y Víctor Sandoval comentan la actualidad del mundo del corazón, de la televisión y de los rostros populares del país.
  - 20:00 a 20:30 Telediario autonómico de Cantabria
  - 20:30 a 21:05 Trece noticias noche. Repaso de las noticias más destacadas de la jornada.
  - 21:05 a 22:00 TRECE al día. José Luis Pérez e Inma Mansilla repasan las noticias más destacadas de la jornada. El espacio incorpora dos nuevos bloques. Fuera de foco pone el acento al lado social de la actualidad, y en los minutos finales se pone atención al mundo de las redes sociales
  - 22:00 Jueves. Santiago Martino presenta "SM Gourmet"; un programa semanal en el que en primer lugar, los protagonistas se subirán a bordo de un coche para dar a conocer algunos detalles de su vida profesional y personal.
  - 22:00 Viernes. Magazín nocturno de Rafaela Almeida. La Vida es Bella! es un magazine semanal de entretenimiento, actualidad y tendencias para toda la familia. Presentado por Rafaela Almeida, el programa ofrece cápsulas, consejos y novedades sobre cine, cultura, ocio, gastronomía, restauración, turismo, empresa, salud, moda, belleza y literatura. También incluye entrevistas con personas relevantes del país. Cuenta con reputados colaboradores y especialistas en sus temáticas.
- Sábados, domingos y festivos
  - Domingos y festivos
  - 10:00 Domingos. Santa Misa. Cada domingo retransmisión de la Santa Misa desde un municipio de Cantabria con reportajes de los municipios desde donde se celebra la Eucaristía.
  - 14:00 a 14:30 Telediario autonómico de Cantabria
  - 14:30 a 14:40 TRECE y Cope. Es noticia. Última hora de la actualidad informativa del día de la mano de la Cadena COPE.
  - 14:40 a 16:20 Grandes documentales de todo tipo.
  - 16:20 a 20:00 Sábados, Domingos y algunos festivos Deportes tradicionales de Cantabria (Bolos en Cantabria, Remo (deporte), Salto pasiego, Palu pasiego, Aluche (deporte), Carrera de belorta, Corta de troncos, Carreras de ollas, Juego de la soga, Tiro de palo y Palas (deporte).
  - 20:00 a 20:30 Telediario autonómico de Cantabria
  - 20:30 a 20:40 TRECE y Cope. Es noticia. Última hora de la actualidad informativa del día de la mano de la Cadena COPE